# Лампер, Патрик
Патрик Лампер (словац. Patrik Lamper; род. 10 марта 1993, Банска-Бистрица) — словацкий хоккеист, нападающий. Игрок сборной Словакии по хоккею с шайбой. Четырёхкратный чемпион словацкой Экстралиги.

## Биография
Родился в Банска-Бистрице в 1993 году. Воспитанник местного хоккейного клуба «Банкса-Бистрица», выступал за молодёжные и юниорские составы клуба. В 2011 году сыграл 1 матч во второй лиге Словакии за команду «Брезно». В сезоне 2011/12 выступал в экстралиге Словакии за «Банска-Бистрицу», также играл за «Оранж 20». С 2012 по 2018 год выступал за «Банска-Бистрицу» в высшей лиге Словакии. Чемпион Словакии сезона 2016/17, в 2017 году играл за команду в Лиге чемпионов.
С декабря 2017 года игрок клуба Континентальной хоккейной лиги «Слован». 18 декабря 2017 года сыграл первый матч в КХЛ против астанинского «Барыса».
В 2018 году дебютировал за сборную Словакии на Олимпийских играх в Пхёнчхане.